# Malioma
Malioma est une commune rurale située dans le département de Manni de la province de la Gnagna dans la région de l'Est au Burkina Faso.

## Géographie
Malioma est situé à environ 5 km au Sud-Ouest de Manni, chef-lieu du département, et à 1 km de la route départementale 144 qui y mène.

## Santé et éducation
Le centre de soins le plus proche de Malioma est le centre médical de Manni.